# Thy-lejren 1970
|  | Denne artikel er oprettet af botten Steenthbot ud fra en ekstern database. Den kan derfor have sproglige fejl eller mangler. Denne skabelon kan fjernes efter kontrol af indholdet. |

Thy-lejren 1970 er en dansk dokumentarfilm om Thylejren fra 1974 instrueret af Kjeld Ammundsen, Gregers Nielsen, Ebbe Preisler, Finn Broby, Dino Raymond Hansen og Teit Jørgensen.

## Handling
En skildring af Det ny Samfunds lejr i Frøstrup sommeren 1970 - et af de første store forsøg med alternative samværsformer.